# Hang động Frasassi

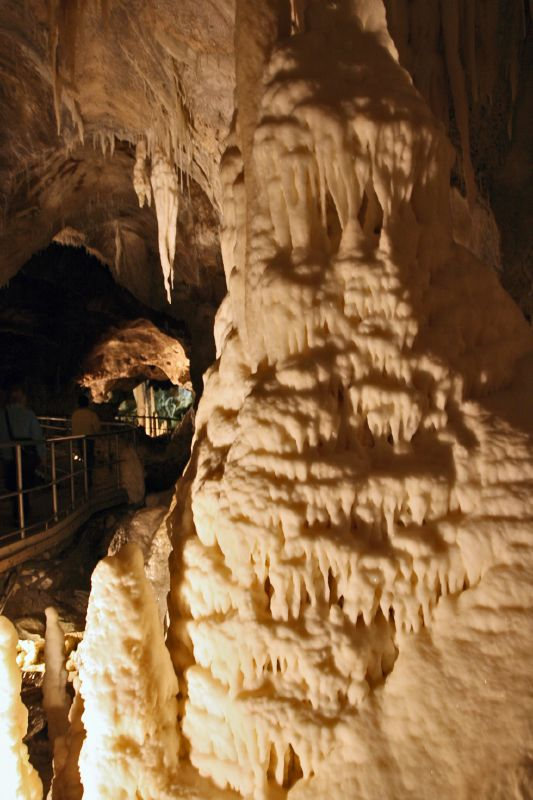
Một cột nhũ đá và măng đá

Frasassi (tiếng Ý: Grotte di Frasassi) là một hệ thống hang động karst đáng kể trong các đô thị Genga, Ý, ở tỉnh Ancona, Marche. Chúng nằm trong số các hang động hiển thị nổi tiếng nhất ở Italia.
Các hang động được phát hiện bởi một nhóm các nhà hang động Ancona giữa năm 1948 và 1971, các động này có cự ly 7 km về phía nam Genga, gần giáo xứ dân sự San Vittore và nhà ga đường sắt Genga-San Vittore (Rome-Ancona line).
Các hang động này có nhiều nước, nhiều nhũ đá và măng đá.

## Hình ảnh

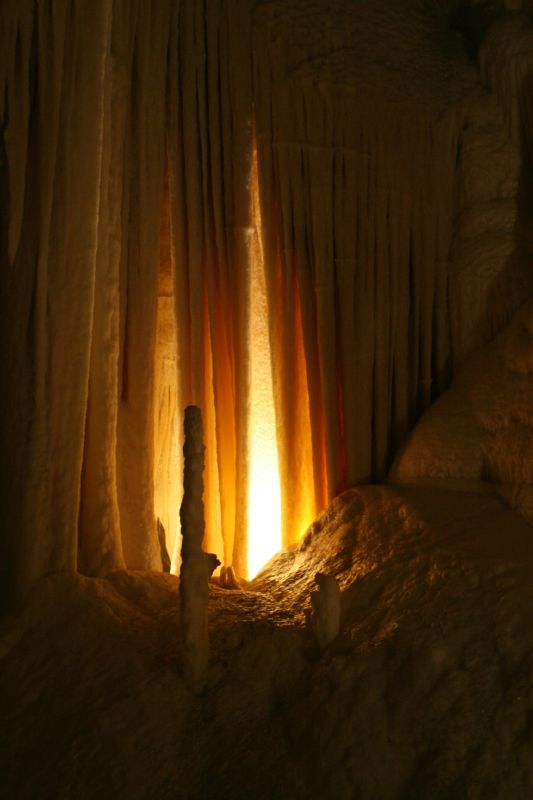
"ống Organ"
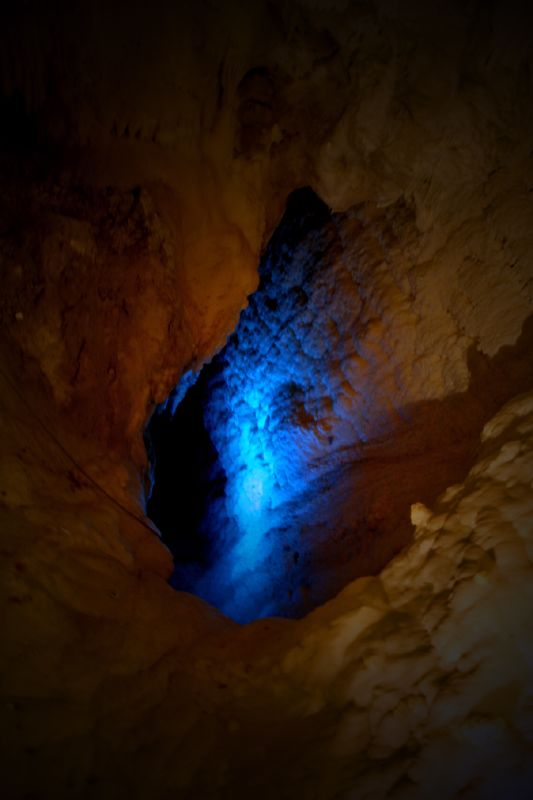
Giếng nước
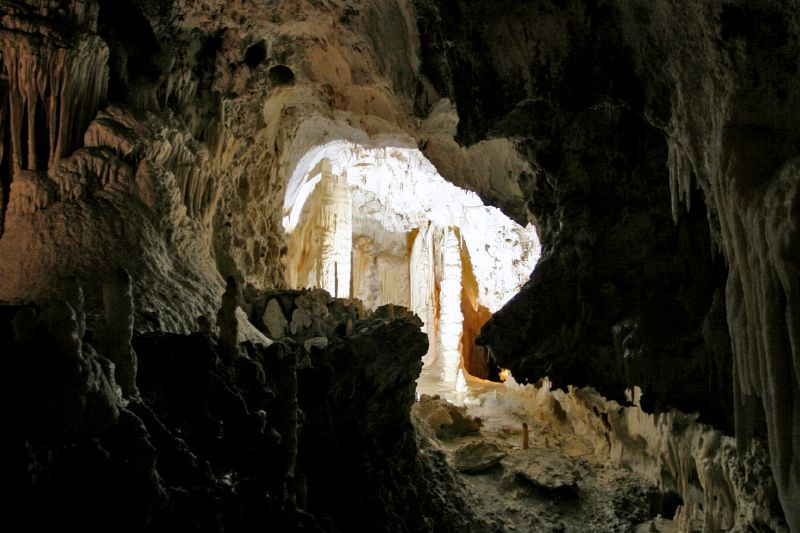
View

## Hang động kết nghĩa
Frasassi kết nghĩa với các hang động :
- Grand Roc (Les Eyzies — Aquitaine, Pháp)
- Wieliczka Salt Mine (Wieliczka — Lesser Poland, Poland)
- Kartchner Caverns State Park (Benson — Arizona, Hoa Kỳ)